# Adjutoryzm
Adjutoryzm (łac. adjutor lub adiutor – „pomocnik”) – wzajemna pomoc gatunków tego samego poziomu troficznego (wspólne polowania różnych gatunków ptaków drapieżnych)
Termin archaiczny, rzadko obecnie używany.